# غاف شاحب
غاف شاحب (الاسم العلمي: Prosopis pallida)، شجرة شائكة من فصيلة البقولية، موطنها كولومبيا والإكوادور والبيرو، ولا سيما المناطق الأكثر جفافاً القريبة من الساحل. في حين أنها مهددة في موطنها الأصلي، فإنها تعتبر من الأنواع الغازية في العديد من الأماكن الأخرى.